# Сьогодні (газета)
«Сегодня» (укр. Сьогодні) — всеукраїнська щоденна суспільно-політична російськомовна газета.
Заявлений сукупний тираж — 230 тисяч примірників. Повноколірне видання, виходило чотирма регіональними випусками в містах: Київ, Одеса, Харків, Дніпро, а також національним випуском, який поширюється на всій іншій території України. За даними дослідження компанії TNS Україна MMI 2016/2+3 аудиторія одного номера видання складає 508,2 тис. чол. Газета друкується на власній друкарні видавничого холдингу у м. Вишгород.
Видавцем газети «Сегодня» є Холдинг «Сьогодні Мультімедіа», що входить до складу «Медіа Група Україна».
З 24 серпня редакція газети випускає щотижневик для планшетів «Мой уикенд»
У квітні 2007 року в інформаційному просторі з'явився новий продукт ПрАТ «Сьогодні Мультімедіа» — інформаційно-новинний портал www.segodnya.ua. Сайт функціонує як окремий ресурс з динамічним оновленням контенту 24 години на добу. На ресурсі діють різноманітні новинні розділи, фото- і відеогалереї, блоги, система оцінки статей і додаткові  інтерактивні можливості для користувачів.

## Історія
Видається з 1997 року у Києві. Випуск газети здійснює ПрАТ «Сьогодні Мультимедіа» (з лютого 2007 року), до цього ЗАТ «Видавнича група „Сегодня“», яка була заснована в жовтні 1997 році відомим українським журналістом Олегом Нипадимкою. З 28 серпня 2006 року керівництво компанією здійснював генеральний директор — аргентинець Гільєрмо Шмітт, з 18 липня 2011 року — Олена Громницька.
З 10 квітня 2007 року була запущена інтернет-версія газети [Архівовано 23 червня 2017 у Wayback Machine.].
Видавничий холдинг «Сьогодні Мультимедіа» з 1 вересня 2011 року запустив нове регіональне видання — «Западная Украина. Сегодня». Про це на пресконференції в УНІАН повідомила ексгенеральний директор, шеф-редактор «Сьогодні Мультимедіа» Олена Громницька.
27 вересня 2019 року вийшов останній випуск газети, в якому були розміщені інтерв'ю з 2-м Президентом України Леонідом Кучмою (чий портрет був на обкладинці першого номера) та міністром цифровізації Михайлом Федоровим. Закриття пов'язане з переходом газети у теле- та digital-формат.

## Критика

### Українофобська позиція
Підконтрольну Рінату Ахметову газету «Сегодня» неодноразово критикували за антиукраїнський характер та невірогідність публікацій. Знаменно в цьому відношенні, що одним із спеціальних кореспондентів газети «Сегодня» був відомий антиукраїнський «жовтий» публіцист Олесь Бузина.
Газета «Сегодня» відома серед журналістів за свавілля головного редактора Ігоря Гужви у відношенні до зміни авторських матеріалів та пов'язану з цим плинність кадрів. У іншому прикметному випадку звільнення співробітника — політичного оглядача газети Олександра Чаленка, якого вважали другом Гужви та його політичним однодумцем — основною причиною звільнення, за його словами, стало виголошення Чаленком на телебаченні, що власником газети «Сегодня» є Рінат Ахметов.
Критикували видання і за недобросовісну рекламу. Можливе порушення виданням Закону України «Про рекламу» вбачав у маркуванні рекламних статей газети Інститут масової інформації (ІМІ). Відповідне офіційне звернення про відокремлення виданням реклами від іншої інформації ІМІ надіслав до Кабінету міністрів України 14 квітня 2011.
У грудні 2011 редакція газети «Сегодня», зокрема головний редактор Ігор Гужва, заявила про передстрайковий стан через спроби керівництва запровадити у виданні цензуру та публікацію джинси. Протест підтримав колектив газети, зокрема Олесь Бузина, та регіональні осередки видання. В результаті компанією СКМ було порушено розслідування щодо роботи Ігоря Гужви, якого усунули із посади на період розслідування, а 17 січня 2012 його було остаточно звільнено.

### Відсутність української мови
Сайт segodnya.ua та друковану газету «Сегодня» випускали виключно російською мовою протягом всієї своєї історії. Сайт segodnya.ua вперше отримав україномовну версію лише у березні 2014 року.

## Відомі журналісти
- Веремій В'ячеслав Васильович(1980—2014) — кореспондент.
- Ніколаєв Сергій Владиславович (1972—2015) — фотокореспондент.

## Оцінки
Згідно з даними Інституту масової інформації у четвертому кварталі 2021 року 52% матеріалів інтернет-ЗМІ «Сьогодні» містили порушення журналістських стандартів. За показником дотримання професійних стандартів онлайн-медіа посіло 10 місце з 12.